# Prosciutto Toscano
O Prosciutto Toscano DOP é um presunto italiano produzido exclusivamente na Toscana (com excecção das ilhas a ela pertencentes), embora os porcos possam ter sido criados em qualquer das regiões circundantes ou na Lombardia, de acordo com as especificações adotadas para os presuntos de Parma e de San Daniele. Os animais devem ser sacrificados com uma idade não inferior a nove meses e um peso total de 160 kg, pertencerem a uma raça italiana pura ou derivada das tradicionais “Large White” e “Landrace”, e estarem registados em livros genealógicos controlados. A cura começa com uma mistura de sal, pimenta e outros condimentos derivados de plantas existentes na área de processamento (como a sálvia e o rosmaninho); as normas aceitam a utilização de nitratos em quantidades mínimas; depois dum período de repouso de cerca de sete dias, a perna é lavada com água tépida sem desinfetantes, enxugada e colocada a secar num local com temperatura e humidade controladas. Finalmente, as regiões do presunto com a carne exposta são untadas com uma mistura de farinha, banha, sal, pimenta e condimentos naturais e o produto é colocado a amadurecer durante 10-12 meses num local com condições típicas da zona de processamento. 
O Prosciutto Toscano é marcado a fogo com um símbolo composto pelos limites da região, sobre os quais se encontram as letras estilizadas CTP e por baixo a legenda PROSCIUTTO TOSCANO D.O.P. Para além desta marca e de etiquetas regulamentares, este produto carateriza-se por apresentar uma excrescência carnuda com cerca de cinco cm por cima da cabeça do fémur, feita por um corte em arco antes da primeira salga. O produto pode ser comercializado inteiro, desossado ou cortado em pedaços, devendo estar sempre presente em cada a marca a fogo.
Costuma dizer-se que um presunto com um sabor tão acentuado como o Prosciutto Toscano foi inventado para comer com o pão “sciocco”, quase insípido, típico da Toscana; no entanto, a razão por que este produto, curado a seco como os das regiões do norte, tem um sabor mais forte, tem que ver com o clima: no norte, as baixas temperaturas não exigem tanto sal para o tempero e conservação da carne de porco, como as temperaturas mais temperadas, ou mesmo quentes, do centro e sul da Itália.